# Agres
 (mai 2025).
Si vous disposez d'ouvrages ou d'articles de référence ou si vous connaissez des sites web de qualité traitant du thème abordé ici, merci de compléter l'article en donnant les références utiles à sa vérifiabilité et en les liant à la section « Notes et références ».
Agres (en castillan et en valencien) est une commune d'Espagne de la province d'Alicante dans la Communauté valencienne. Elle est située dans la comarque du Comtat et dans la zone à prédominance linguistique valencienne.

## Géographie

Localisation d'Agres
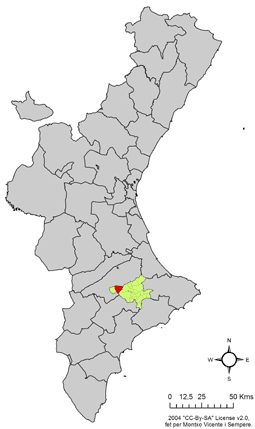
dans la Communauté valencienne.
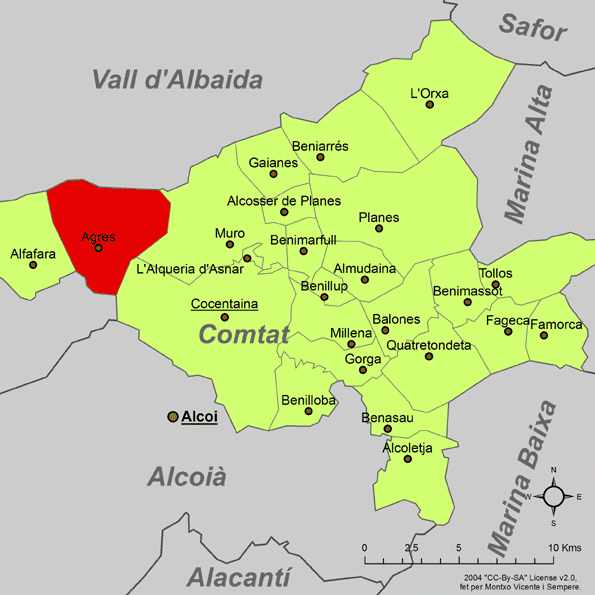
dans la comarque du Comtat.

Cette commune est constituée par un petit village niché sur le versant nord des montagnes de la "Serra de Mariola". À ses pieds on trouve la "Valleta d'Agres" (Vallée d'Agres) à laquelle on trouve une rivière du même nom. De l'autre côté de la vallée se trouve la montagne de "La Solana" qui délimite la commune et aussi la comarque du Comtat, avec la comarque de la Vall d'Albaida.

## Histoire

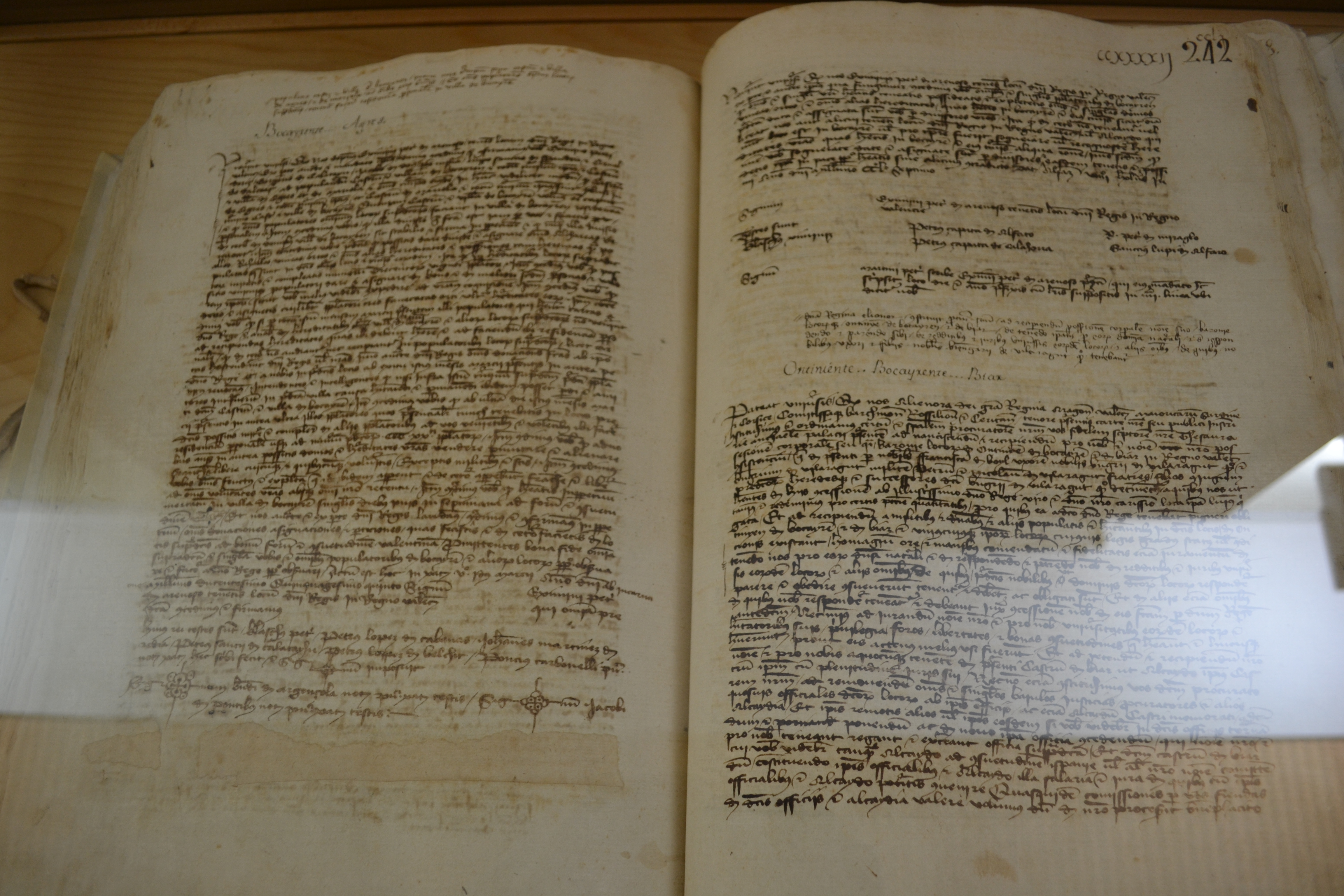
Charte de peuplement d'Agres et Bocairent (1256)

## Économie
L'économie est basée sur l'agriculture, car Agres est une commune rurale. Les cultures sont, principalement, l'olive pour la production d'huile de grande qualité, quelques céréales, des amandiers et des noyers. On trouve, qu'en même, des arbres fruitiers dont des cerisiers, des pommiers, entre autres.

## Patrimoine
La commune est un endroit de pèlerinage, car on peut trouver le Sanctuaire-Couvent de Notre Dame du château d'Agres (Mare de Déu de Castell d'Agres, en valencien), ou simplement connu comme Mare de Déu d'Agres (Notre Dame d'Agres, en français). Une partie de la vie du village tourne autour la vénération à la Vierge. Les fêtes principales du villages sont celles dédiées à la Vierge. En fait, pendant les jours de fête l'on raconte l'histoire de l'apparition et du miracle de la "Mare de Déu".
- Parc naturel de la Serra de Mariola